# Carvoeira e Carmões
Carvoeira e Carmões (oficialmente: União das Freguesias de Carvoeira e Carmões) é uma freguesia portuguesa do município de Torres Vedras, com 20,97 km² de área e 2200 habitantes (censo de 2021). A sua densidade populacional é 104,9 hab./km².

## História
Foi criada aquando da reorganização administrativa de 2012/2013, resultando da agregação das antigas freguesias de Carvoeira e Carmões.

## Demografia
A população registada nos censos foi:
| Distribuição da População por Grupos Etários | Distribuição da População por Grupos Etários | Distribuição da População por Grupos Etários | Distribuição da População por Grupos Etários | Distribuição da População por Grupos Etários | Distribuição da População por Grupos Etários |
| -------------------------------------------- | -------------------------------------------- | -------------------------------------------- | -------------------------------------------- | -------------------------------------------- | -------------------------------------------- |
| Antes da agregação                           |                                              |                                              |                                              |                                              |                                              |
| Ano                                          | 0-14 anos                                    | 15-24 anos                                   | 25-64 anos                                   | >= 65 anos                                   | Total                                        |
| 2001                                         | 325                                          | 278                                          | 1244                                         | 610                                          | 2457                                         |
| 2011                                         | 318                                          | 220                                          | 1216                                         | 660                                          | 2414                                         |
| Após a agregação                             |                                              |                                              |                                              |                                              |                                              |
| Ano                                          | 0-14 anos                                    | 15-24 anos                                   | 25-64 anos                                   | >= 65 anos                                   | Total                                        |
| 2021                                         | 221                                          | 231                                          | 1097                                         | 651                                          | 2200                                         |